# Kosuke Inose
Kosuke Inose (猪瀬 康介 Inose Kosuke?, 
Ibaraki, 25 de diciembre de 2020) es un futbolista japonés que juega como guardameta. Desde 2019 forma parte del FC Ryukyu de la J2 League.

## Trayectoria

### Clubes
| Club      | País  | Año    |
| --------- | ----- | ------ |
| FC Ryukyu | Japón | 2019 - |

## Estadística de carrera

### J. League
| Club      | Año   | J. League | J. League | Copa J. League | Copa J. League | Total | Total |
| Club      | Año   | Part.     | Goles     | Part.          | Goles          | Part. | Goles |
| --------- | ----- | --------- | --------- | -------------- | -------------- | ----- | ----- |
| FC Ryukyu | 2019  | 1         | 0         | -              | -              | 1     | 0     |
| Total     | Total | 1         | 0         | 0              | 0              | 1     | 0     |